# Станкозавод ТБС
Станкозавод «ТБС» («Техническое Бюро Станкостроения») — предприятие по производству средних и тяжёлых станков на территории России, специализирующихся на металлообработке. Преемник Станкостроительного завода им. Свердлова. Располагается в городе Санкт-Петербурге. Член Российской Ассоциации Производителей Станкоинструментальной продукции «Станкоинструмент».

## История

### До Первой мировой войны
История завода началась в 1868 году. Тогда англичанином Дж. Мюргедом на Васильевском острове было основано машиностроительное предприятие под названием «Феникс».
До 1878 года размещалось на Васильевском острове.
В 1886 году предприятие перешло в руки к сыновьям, которые образовали Товарищество машиностроительного завода «Феникс».
В 1860-е — 1880-е годы «Феникс» в основном занимался ремонтом промышленного оборудования, сборкой паровых машин, лебёдок, гидравлических, паровых прессов, прибывавших из Европы (Англии, Германии и Швеции). Небольшими объёмами выпускал детали машин для текстильных, писчебумажных, сахарных предприятий. Но уже позднее завод начал выпускать продукцию собственного производства: паровые машины, подъёмные краны, резальные прессы, металлообрабатывающие станки.
С конца 1890 года «Феникс» не просто производил продукцию, но и самостоятельно занимался её разработкой. С этого момента завод стал одним из ключевых поставщиков станочной продукции не только в России, но и в Европе. Получал крупные заказы, связанные с судостроением и созданием вооружения.
В годы Первой мировой войны (1914—1917) завод, как и многие другие предприятия в то время, производил вооружение.
После Революции, в 1919 году, завод стал собственностью государства. С этого времени начался 5-летний простой производства.

### Советское время
В 1922 году получает название Станкостроительный завод им. Я. М. Свердлова.
В 1925 году завод снова начал выпускать продукцию.
С начала 1930-х годов был взят курс на производство горизонтально-расточных и продольно-строгальных станков средних размеров, а в 1932 году было выпущено уже 67 горизонтально-расточных станков моделей Р-80, Р-110, Р-135, в основу которых были положены разработки станков фирмы «Унион» со шпинделем Ø 80 мм.
В начале Второй мировой войны завод занялся производством снарядов, однако в скором времени часть производства пришлось перевезти на Урал. И снова пришлось приостановить деятельность до 1944 года.

### После Второй мировой войны
За короткий срок предприятие смогло полностью восстановиться, и уже к 1951 году были спроектированы и поставлены «на конвейер» все основные модели горизонтально-расточных, копировально-фрезерных, координатно-расточных станков.
14 сентября 1962 года постановлениями Совета Министров РСФСР и Ленсовнархоза от 2 октября 1962 года на базе Станкостроительного завода им. Свердлова создано Ленинградское станкостроительное производственное объединение «ЛСПО-Свердлов». Станкостроительный завод является головным предприятием объединения. В объединение входили:
- Станкостроительный завод им. Свердлова — головное предприятие,
- Ленинградский станкостроительный завод им. Ильича,
- Ленинградский завод станков-автоматов (ЛЗСА),
- Ленинградское особое конструкторские бюро станкостроения (ОКБС),
- Специальное конструкторско-техническое бюро шлифовального оборудования (СКБ-ШО),
- Конструкторское бюро автоматно-револьверных станков ОКБ АРС, (ОКБ-3).

К 1966 году в составе объединения остались три завода:
- Станкостроительный завод им. Свердлова,
- Ленинградский станкостроительный завод им. Ильича,
- Ленинградский завод станков-автоматов (ЛЗСА).

С 1962 по 1992 год объединение успешно снабжало СССР и Европу станками для атомной энергетики, энергомашиностроения, судостроительной, оборонной промышленности. Для авиационной промышленности появились уникальные комплексы для обработки фюзеляжей и деталей крупногабаритных самолётов. За этот период были произведены и поставлены 20000 станков и около 4000 станков было отправлено в 54 страны мира.

### 1990-е — 2000-е
После распада Советского Союза завод ждали структурные и номенклатурные изменения.
В 1994 году объединение «ЛСПО-Свердлов» было реорганизовано в АООТ Холдинговую компанию "Станкостроительное объединение «ЛСПО-Свердлов», которое было ликвидировано в августе 2000 г.
В 1996 году была поставлена цель — создание эффективного производства. Завод уменьшил производственные площади, сохранив передовую технологию, лучшие кадры и основную номенклатуру. В результате было образовано ЗАО "Станкостроительный завод «Свердлов». Цель была достигнута. На заводе сразу началось внедрение Системы управления качеством по международному стандарту ISO-9000.
В 1999 году предприятие успешно прошло сертифицирующий аудит. Обновлённый «Свердлов» сохранил и укрепил репутацию качественного производителя, надёжного делового партнёра, расширил позиции на рынках сбыта. Завод уверенно наращивал объёмы производства и продаж станков не только на российском рынке, но и на экспорт. Экспортная программа с 1996 года включала в себя поставки станков в такие страны как Германия, США, Канада, Италия, Испания, Китай, Финляндия, Судан и другие.
В 2003 году в отношении предприятия была возбуждена процедура банкротства.
2004 год — банкротство завода. Торговая марка Ленинградского станкостроительного завода им. Свердлова продана предприятию ООО «Киров-Станкомаш».
В 2005 году в административном здании обанкротившегося завода был открыт бизнес-центр «Феникс».
В память об ушедшей эпохе и о заводе существует сайт в качестве своеобразного музея http://www.sverdlov.spb.ru
Серийные станки производства завода им. Свердлова:
- 2В460 — станок координатно-расточной двухстоечный особо высокой точности 1000 х 1600,
- 2А470 — станок координатно-расточной двухстоечный особо высокой точности 1400 х 2240,
- 2Е460 — станок координатно-расточной двухстоечный особо высокой точности 1000 х 1600,
- 2Е470 — станок координатно-расточной двухстоечный особо высокой точности 1400 х 2240,
- 2А614 — станок горизонтально-расточной Ø 80,
- 262Г — станок горизонтально-расточной Ø 85,
- 2620, 2620А — станок горизонтально-расточной Ø 90,
- 2А620 — станок горизонтально-расточной Ø 90,
- 2А620Ф1 — станок горизонтально-расточной Ø 90,
- 2А622 — станок горизонтально-расточной Ø 110,
- 2А622Ф1 — станок горизонтально-расточной Ø 110,
- 2А622Ф4 — станок горизонтально-расточной Ø 110,
- 2В622Ф4 — станок горизонтально-расточной Ø 125,
- 2Е656 — станок горизонтально-расточной Ø 160,
- 6441Б — станок копировально-фрезерный горизонтальный с электронным управлением 630 х 1200,
- 2А620Ф11 — горизонтальный расточно-фрезерный станок,
- 2627МФ4 — обрабатывающий центр,
- ЛР523Ф4 — 5-координатный фрезерный станок с ЧПУ,
- 2В622Ф11 — горизонтальный расточно-фрезерный станок,
- 2В622Ф4 — горизонтальный расточно-фрезерный обрабатывающий центр,
- 2Е460АФ1 — координатно-расточный станок,
- 2Е470АФ1 — координатно-расточный станок,
- 2В622Ф11-1 — горизонтальный расточно-фрезерный станок,
- 2В622Ф4-1 — горизонтальный расточно-фрезерный обрабатывающий центр,
- ЛР521Ф11 — горизонтальный расточно-фрезерный станок,
- ЛР522Ф4 — горизонтальный расточно-фрезерный обрабатывающий центр,
- ПС25 — стол продольно-подвижный поворотный,
- ПС40 — стол продольно-подвижный поворотный.

### Наши дни
В 2005 году при участии Российской Ассоциации производителей станкоинструментальной продукции «Станкоинструмент» и Союза промышленников и предпринимателей Санкт-Петербурга на базе «ТБС» учреждён «Технологический центр металлообработки Северо-Западного региона».
В 2009 году на базе ЗАО «Техническое Бюро Станкостроения» (ТБС) и «Технологического центра» создано ЗАО "Станкозавод «ТБС».
В 2010 году ЗАО "Станкозавод «ТБС» реорганизовано в ООО "Станкозавод «ТБС».

## Руководство компании
Генеральный директор — Ладыгин Константин Владимирович.
Председатель Совета Директоров — Спектор Леонид Бенционович

## Продукция
- Обрабатывающие центры.
- Координатно-расточные станки.
- Оборудование для Ж/Д.
- Расточные станки.
- Токарно-карусельные станки.
- Уникальные станки.
- Фрезерные станки.
- Комплектующие для станков:

1. Выдвижные (невыдвижные) шпиндели и сложные валы.
2. Конвейер для удаления стружки.
3. Телескопическая защита направляющих металлообрабатывающего станка.

## Выставки и форумы
С 2004 года является постоянным участником ежегодной международной специализированной выставки оборудования, приборов и инструментов для металлообрабатывающей промышленности «Металлообработка».